# 布伊國家公園
布伊國家公園（英語：Bui National Park）是加納的國家公園，位於該國西部，橫跨博諾大區和薩凡納大區，面積1,821平方公里，始建於1971年，有豹、象、河馬等野生動物棲息。